# Torsten Marold
Torsten Marold (geb. Torsten Ziese; * 18. Juni 1962 in Bremen) ist ein deutscher Spieleautor.

## Leben
Der gelernte Tischler und Vater von vier Kindern gehört seit Ende der 1980er Jahre zu den deutschen Spieleautoren und ist Mitglied der Spiele-Autoren-Zunft (SAZ). Nach eigenen Angaben hat er dabei vor allem von der Zusammenarbeit mit anderen Autoren in der SAZ wie Hajo Bücken profitiert. Bereits Mitte der achtziger Jahre wagte er in der Kreativ Gruppe Bremen erste lyrische Schritte. Seitdem arbeitet er im Projekt Spiel und Grafikwerkstatt mit dem deutsch-holländischen Illustrator Jochen Thiemann sowie der deutschen Illustratorin Ingrid Hespenheide zusammen. Neben einigen Heften im Selbstverlag erschien 1987 das Buch Collection der Gedanken im KGB Verlag für Literatur und Graphik. 1996 erschien im christlichen Verlag Culture and Science Publ. das Buch Immanuel.
1997 kam Marolds erstes Spiel Husarengolf heraus, welches zum Geschicklichkeitsspiel des Jahres 1997 gekürt wurde. 2004 erschien das Solitär- und Knobelspiel Aruna, das Marold mit seiner damals neunjährigen Tochter Runa entwickelt hat. Mitte 2009 zeigte Marold in der Kabel-eins-Sendung Abenteuer Leben gemeinsam mit seinem Freund und Kollegen Jörn Mentzel, wie mit einfachen Mitteln ein Möbelstück gebaut werden kann.
Gemeinsam mit Thiemann alias Bafuß veranstaltete Marold von September bis Oktober 2012 unter dem Titel Poesiealbenlyrik, Glückskeksmentalität vs. detailverspielte Zeichnungen im petit musée bei Twistringen eine Ausstellung, auf denen Zeichnungen und Illustrationen von Tiemann mit Gedichten und Texten Marolds zu sehen waren. Ein Bericht über das Museum und die Künstler wurde im Jahr davor bei Radio Bremen 1 gesendet.
Auf der Essener Spielemesse Spiel 2012 erschien Marolds Spiel Kipp X, das 2013 unter dem Namen Kilter auch in den USA herauskam.
Seit 2012 erscheinen Aphorismen von Marold auf der Seite Aphorismen.de und seit 2019 auf der Seite Zitante. Vom Juli 2013 bis zum Juli 2014 zeigte Marold im Rahmen des Kunstprojektes Heiligenberger Kunstwege im Wald bei der Klostermühle Heiligenberg eine Bauminstallation aus Sprüchen und Lyrik. Im März 2014 veröffentlichte Marold das Buch Der Fernseher im Selbstverlag. Die Grafiken und Illustrationen sind von Marolds langjährigem Freund Jochen Tiemann aka Bafuß.
Im Sommer 2015 stellte Marold das Projekt „Der geschenkte Spruch“ im Rahmen einer Kunstveranstaltung in Heiligenloh vor. Dabei wurden über 300 Sprüche in Ansteckschildern verschenkt, um Gespräche und Begegnungen unter den Gästen zu initiieren.
Auf einer Idee von David Hoevelkroeger basiert das Spiel Skill Heroes – Helden gegen den Schlag nach dem gleichnamigen Film von Felix Schelhasse von Fuse Film. Es wurde im Oktober 2015 veröffentlicht.
Zum 10-jährigen Geburtstag des Vereins „SCHAKI“ („Schlaganfall-Kinder“) wurde das Spiel dem Verein und den vom Schlaganfall betroffenen Kindern gewidmet.
Im September 2017 gründete Marold zusammen mit Detlef Büssel die Literaturgruppe Die Ohrenleser. Die Teilnehmer erarbeiten kritisch die Vorteile des Hörbuch und setzen klassische und zeitgenössische Literatur in den Fokus der Öffentlichkeit. Zu einigen Treffen laden sie Schriftsteller und Hörbuchstimmen.
Seit 2020 leitet Torsten Marold die ehrenamtliche Gruppe der „Stadtteil-Kümmerer“. Diese organisiert die Bremer „SperrGut-Tage“, repariert Spielplätze und Bänke im Stadtteil.

## Bücher
- Inka und Torsten Marold: Immanuel: Die Geschichte der Geburt eines anenzephalen Kindes. Verlag Thomas Schirrmacher Culture and Science Publ., 1996.
- Torsten Marold: Der Fernseher: oder die Laser-TV-Multifunktionsanlage, Illustrationen: Jochen Tiemann/Bafuß. Neobooks Self-Publishing, 2014.

## Spiele
Die Ludografie Marolds umfasst:
- 1997: Husarengolf, Abacus Spiele
- 1998: Fliegende Fische, Simba Spiele
- 1998: Pinguin kegeln, Holzinsel
- 1999: Kippit, Franjos
- 2000: Presto Pippo, Selecta
- 2001: Kleiner Eisbär „Wo stecken wir“, Schmidt Spiele
- 2004: Aruna, Philos Spiele
- 2004: Was siehst du?, bei HABA
- 2005: Kippit, Foxmind Games
- 2005: Table Hockey, Monkey Business
- 2006: Zoodiak, Franjos
- 2008: Cobra, Chili-Spiele
- 2009: Table Hockey, Ferti
- 2010: Speed Tangram, Philos
- 2012: Kipp X, Franjos
- 2013: Kilter, Simply fun Kipp X USA Verlag
- 2014: Husarengolf, Neuauflage 100 Spiele über Crowdfunding „Startnext“ bei Spieleverlag Franjos
- 2015: Husarengolf, Großspiel, Holz 100 × 45 cm, Holz-Bi-Ba-Butze
- 2015: Schnipp-Trick, Steffen Spiele
- 2015: Skill League – Die Liga der Skill Heroes erschienen bei Broadwood / SCHAKI (Schlaganfall-Kinder)
- 2016: Seemannsgarn, Kallmeyer Lernspiele, gemeinsam mit Hajo Bücken
- 2019: Tangram Circle, Philos, gemeinsam mit Horst Christoph
- 2019: Swing Disk, Philos
- 2019: Alltagsgeschichten, Kallmeyer, gemeinsam mit Hajo Bücken
- 2019: Tanzender Turm, Goki
- 2020: Speed-Tangram Herz, Philos
- 2020: Rettet Rapunzel, gemeinsam mit Steffen Mühlhäuser
- 2021: Der wandernde Turm, Philos
- 2022: Bulls Eye, Philos[8]
- 2022: Dice Cup – 3 Hasen in der Abendsonne, gemeinsam mit Christoph Cantzler
- 2023: Bing Boing, Schmidt Spiele, gemeinsam mit Christoph Cantzler
- 2023: Ellenlang & Daumengroß, Dusyma Kindergartenspiele
- 2024: Dice Cup falomir juegos, gemeinsam mit Christoph Cantzler
- 2024: Bremer Stadtmusikanten, Kartenspiel, Franjos

## Preise und Auszeichnungen
- 1997: Husarengolf – Geschicklichkeitsspiel des Jahres 1997
- 2000: Kippit ausgezeichnet mit dem Label „Spiel gut“[9]
- 2006: Kippit – „Canadian Jouet Toy 3 Stars“
- 2006: Kippit – Quebec Verbraucherpreis „gold dice“
- 2013: Kilter – „Mom’s Choice Award“ Silver
- 2013: Kilter – „Mom’s Best Award“ Gold[10]
- 2013: Kipp X – Nominierung „Deutscher Lernspielpreis“ 2013[11]
- 2013: Kipp X – Platz 2 „Children Game of the Year“ 2013 in Portugal[12]
- 2013: Kilter – „Oppenheim Toy Award Gold Seal“ 2013[13]
- 2014: Kipp X ausgezeichnet mit dem Label „Spiel gut“[14]
- 2014: Kipp X ausgezeichnet in Belgien mit dem „Label Ludo 2014“ zum Familienspiel des Jahres 2014[15]